# Каволис, Витаутас
Ви́таутас Каво́лис (лит. Vytautas Kavolis, 8 октября 1930, Каунас — 25 июня 1996, Вильнюс) — американский социолог.

## Биография и карьера
Учился в католической гимназии, его одноклассником был Александр Штромас. Вместе с родителями покинул Литву в 1944 году, жил в Германии, затем в США. Учился в университетах Висконсина и Чикаго, защитился в Гарварде, среди его преподавателей были Питирим Сорокин и Толкотт Парсонс. Преподавал в Университете Тафтса и Колледже Дикинсона (англ. Dickinson College) в Пенсильвании, был приглашённым профессором в университетах Нью-Йорка и Каунаса. Член, а затем и президент (1977—1983) Международного общества по сравнительному исследованию цивилизаций. Почётный доктор Клайпедского университета (1995).

## Научные интересы
Автор исследований по социологии цивилизаций, культуры и искусства, а также по исторической социологии процессов национального возрождения.

## Труды
- Lietuviškais liberalizmas. Chicago: Santara-Šviesa, 1959
- Žmogaus geneze: psichologine Vinco Kudirkos studija. Chicago: Chicagos Lietuviu Literaturos Draugija, 1963
- Artistic Expression: A Sociological Analisis. New York: Cornell University Press, 1968 (переизд. 1972, пер. на немецкий, испанский, шведский языки)
- Nužemintųjų generacija: Egzilio pasaulėjautos eskizai. Cleveland: Santara-Šviesa, 1968
- History on Art’s Side: Social Dynamics in Artistic Efflorescenses. Ithaca: Cornell University Press, 1972
- Designs of Selfhood. New York: Fairleigh Dickinson UP, 1984
- The Trajectories of Consciousness: Modernization Aspects of Lithuanian Culture. Chicago: Algimanto Mackaus knygų leidimo fondas, 1986.
- Epochų signatūros. Chicago: Algimanto Mackaus knygų leidimo fondas, 1991
- Moterys ir vyrai lietuvių kultūroje. Vilnius: Lietuvos kultūros institutas, 1992
- Moralizing Cultures. Lanham: University Press of America, 1993
- Žmogus istorijoje. Vilnius: Vaga, 1994
- Civilization Analysis as a Sociology of Culture. Lewiston: Edwin Mellen, 1995 (переизд. 2004)
- Kultūrinė psichologija. Vilnius: Baltos lankos, 1995
- Kultūros dirbtuvė. Vilnius: Baltos lankos, 1996
- Civilizacijų analizė. Vilnius: Baltos lankos, 1998
- Nepriklausomųjų kelias: publicistikos straipsniai (1951—1965). Vilnius: Versus Aureus, 2006.

## Признание
Лауреат Национальной премии Литвы за достижения в культуре и искусстве (1993). Почётный доктор Клайпедского университета (1995).